# Dialogo competitivo
Il dialogo competitivo è una delle procedure di scelta del contraente per settori ordinari con cui una stazione appaltante può decidere l'affidamento di lavori o servizi e forniture ad un operatore economico che ne abbia i requisiti qualitativi per parteciparvi. Tale procedura prevede che l'appalto venga affidato unicamente sulla base del criterio dell'offerta con il miglior rapporto qualità/prezzo. La stazione appaltante avvia con i partecipanti selezionati un dialogo finalizzato ad individuare e definire i mezzi più idonei al soddisfacimento delle proprie necessità. A 'dialogo' concluso la S.A. invita i candidati rimanenti a presentare ognuno la propria offerta. In base al criterio dell'offerta con il miglior rapporto qualità/prezzo avviene l'aggiudicazione alla quale può seguire, su richiesta della stazione appaltante, una ulteriore fase di negoziazione nella quale vengono confermati gli impegni finanziari o altri termini contenuti nell'offerta ma che dalla quale non può in nessun caso conseguire una modifica sostanziale degli elementi dell'offerta o dell'appalto, in modo tale, cioè, da non rischiare di falsare la concorrenza o creare discriminazioni.